# Serie A2 1996-1997 (pallavolo femminile)
La Serie A2 femminile FIPAV 1996-97 fu la 20ª edizione della manifestazione organizzata dalla FIPAV.
Big Power Ravenna e Campione Impresem Agrigento erano le squadre provenienti dalla Serie A1, mentre Ancona aveva ceduto il proprio titolo alla Monini Spoleto. Le squadre provenienti dalla Serie B1 erano Agnesi Imperia, Edina Pefim Napoli e Monte Schiavo Jesi; Trani cedette i suoi diritti alla Lori Altamura, mentre al ripescaggio di Reggio Calabria in A1 conseguì quello della Xanitalia Fano.

## Classifica
| Pos. | Squadra                           | Pt | G  | V  | P  | SV | SP |
| ---- | --------------------------------- | -- | -- | -- | -- | -- | -- |
| 1.   | Edina Pefim Napoli                | 54 | 30 | 27 | 3  |    |    |
| 2.   | Runway Spezzano Fiorano           | 52 | 30 | 26 | 4  |    |    |
| 3.   | Big Power Ravenna                 | 44 | 30 | 22 | 8  |    |    |
| 4.   | Cervi Cucine Castellanza          | 40 | 30 | 20 | 10 |    |    |
| 5.   | Rio Casamia Palermo               | 40 | 30 | 20 | 10 |    |    |
| 6.   | Aster Roma                        | 40 | 30 | 20 | 10 |    |    |
| 7.   | Rifle Oranfrizer Sesto Fiorentino | 34 | 30 | 17 | 13 |    |    |
| 8.   | Monte Schiavo Jesi                | 32 | 30 | 16 | 14 |    |    |
| 9.   | Famila Imola                      | 28 | 30 | 14 | 16 |    |    |
| 10.  | Biasia Vicenza                    | 26 | 30 | 13 | 17 |    |    |
| 11.  | Campione Impresem Agrigento       | 26 | 30 | 13 | 17 |    |    |
| 12.  | Agnesi Imperia                    | 24 | 30 | 12 | 18 |    |    |
| 13.  | Record Cucine Latisana            | 20 | 30 | 10 | 20 |    |    |
| 14.  | Xanitalia Fano                    | 10 | 30 | 5  | 25 |    |    |
| 15.  | Monini Spoleto                    | 6  | 30 | 3  | 27 |    |    |
| 16.  | Lori Altamura                     | 4  | 30 | 2  | 28 |    |    |

| Promosse in Serie A1 | Promossa dopo play-off promozione | Retrocesse in Serie B1 |